# آدم بوش
آدم ريتشارد بوش (بالإنجليزية: Adam Busch)‏ (ولد في 6 يوليو 1978 في إيست ميداو، ولاية نيويورك) هو مخرج سينمائي ومغني وممثل أمريكي أشتهر بدور «وارن ميرز» في السلسلة التليفزيونية الشهيرة بافي قاتلة مصاصي الدماء. كما لعب دور نيل في المسلسل الكوميدي رجال في العمل الذي عرض على شاشة قناة تي بي سي الأمريكية.

## عن حياته

### حياته الفنية
بدأ حياته الفنية عام 1996 في مسلسل الأطفال التليفزيوني الشهير الملفات الغامضة لشيلبي وو الذي عرض على شاشة قناة نكلوديون حيث لعب في هذا المسلسل دور «نوح ألين»، بالإضافة إلي أنه ظهر في إحدى حلقات المسلسل الأمريكي المعروف قانون و نظام.

### حياته الشخصية
كان آدم على علاقة بالممثلة الأمريكية «أمبر بنسون» التي قامت بدور «تارا ماكلي» التي ظهرت في مسلسل بافي قاتلة مصاصي الدماء. 

## وصلات خارجية
- آدم بوش علي موقع قاعدة بيانات الأفلام العربية

- آدم بوش على موقع IMDb (الإنجليزية)
- آدم بوش على موقع ميوزك برينز (الإنجليزية)
- آدم بوش على موقع أول موفي (الإنجليزية)
- آدم بوش على موقع ديسكوغز (الإنجليزية)
- آدم بوش على موقع قاعدة بيانات الفيلم (الإنجليزية)